# Підробка (фільм)
Підробка (англ. Counterfeit) — американський трилер режисера Ерла Кентона 1936 року.

## Сюжет
Поліцейський працює під прикриттям, щоб розкрити механізм підробки дорогоцінностей.

## У ролях
- Честер Морріс — Джон Джозеф Мадден
- Марго Грехам — Еймі Максвелл
- Ллойд Нолан — Каппер Стівенс
- Меріен Марш — Верна Максвелл
- Клод Джиллінгуотер — Том Перкінс
- Джордж МакКей — Енджел Вайт
- Джон Галлодет — Піт Дейлі
- Джин Морган — Гас
- П'єр Ваткін — Метт МакДональд
- Марк Лоуренс — Дінт Калмен